# Bríseovna
Bríseovna (řecky Βρισηίς, latinsky Bríseis) je v řecké mytologii dcera lyrnésského krále Brísea. Byla milenkou velkého hrdiny Achillea v době trójské války.
Bríseovna připadla Achillovi jako kořist po vyplenění města, při kterém zabil jejího manžela, lyrnésského krále. Bríseovna se pak stala předmětem sporu Achillea s vrchním velitelem řeckých vojsk Agamemnónem a tím i příčinou jedné z hlavních zápletek Homérovy Iliady. Agamemnón si ji vyžádal náhradou za Chrýseovnu a Achilles se pak odmítal zúčastnit bojů a tím byl ohrožen výsledek války. K usmíření došlo až po smrti Achillova přítele Patrokla, ale Bríseovna už si svého milence dlouho neužila, protože Achilleus v následných bojích padl, když byl zasažen šípem do paty.
U některých pozdních autorů je jmenována jako Hippodameia, Homér uvádí jen její patronymum (jméno po otci).

## Mytologický příběh
Když Achilleus pořádal své výbojné výpravy za jídlem a kořistí pro řeckou armádu, ležící před Trójou, dobyl také město Lyrnéssa v Troadě. Tehdy se Achilleus zmocnil Bríseovny a zamiloval se do ní tak, že zcela zapomněl na svou Déidameiu, se kterou se hodlal po válce oženit a pro teď ji zanechal na ostrově Skyru.
Bríseovna Achillea rovněž milovala a chtěla se stát jeho manželkou, a to i přesto, že zabil jejího manžela a bratry. Osudem jim však nebyla souzena společná budoucnost.
V desátém roce války podnikal opět Achilleus jednu ze svých výbojných výprav. Při ní dobyl město Théby v Mýsii a nejkrásnější ze zajatých dívek byla Chrýseovna, dcera Apollónova kněze Chrýsa. Připadla jako kořist vrchnímu veliteli řeckých vojsk Agamemnónovi.
Neprodleně si pro svou dceru přišel Chrýsés, aby ji vykoupil. Nabízel velké výkupné, ale Agamemnón to nepřijal a Chrýsa vyhnal. Poté zdrcený Chrýsés uprosil boha Apollóna a ten vrhal do tábora Řeků morové střely celých devět dní. Vojáci umírali, ale Agamemnón nic k usmíření boha nepodnikl. Proto Achilleus svolal sněm, aby se společně poradili. Tam věštec Kalchás vysvětlil Řekům, kdo je původcem strašného moru v jejich řadách a řekl, že Apollóna může usmířit jedině vydání zajatkyně Chrýseovny, a to bez výkupného. Agamemnón se rozzuřil, v zlosti urazil kdekoho, také Achillea, který se věštce zastával. Nakonec se musel verdiktu podřídit, jako náhradu si však vyžádal krásnou Bríseovnu, otrokyni reka Achillea.
Achilleus s rozhodnutím nesouhlasil, ale podřídil se mu. Když Agamemnónovi vojáci odvedli plačící Bríseovnu, Achilleus veřejně vyhlásil, že odmítá bojovat, dokud ho Agamemnón neodprosí a dívku nevrátí. Nadto ještě poprosil svou matku Thetis, aby se přimluvila u nejvyššího boha Dia o pomoc Trójanům, aby byl Agamemnón přinucen přijít k němu, omluvit se a požádat o návrat do boje. Ale když Agamemnón v nouzi opravdu nabídl smír, Achilleus ho nepřijal. Říká se však, že když vracel Bríseovnu, přísahal Achilleovi, že se jí v době, kdy byla u něho, ani nedotkl. Teprve když v boji padl jeho nejlepší přítel Patrokles, zabitý Hektórem, vrchním velitelem trojských vojsk, vyrazil Achilleus do boje proti Trójanům a zahnal je až za městské hradby.
Achilleus a Bríseovna spolu už dlouho nebyli, protože velký řecký hrdina v krátké době svedl vítězný boj s Hektórem, ale záhy zahynul zasažen do paty šípem trojského prince Parida.